# Jeremy Ngakia
Jeremy Ngakia, né le 7 septembre 2000 à Deptford en Angleterre, est un footballeur Congolais qui évolue au poste d'arrière droit au Watford FC.

## Biographie

### West Ham
Né à Deptford en Angleterre, Jeremy Ngakia rejoint le centre de formation de West Ham United à l'âge de 14 ans. Il est lancé en équipe première par David Moyes avec l'absence sur blessure de Ryan Fredericks et étant préféré à Pablo Zabaleta. Ngakia fait sa première apparition lors d'un match de Premier League contre le Liverpool FC le 29 janvier 2020. Il est titularisé au poste d'arrière droit dans une défense à cinq et son équipe s'incline par deux buts à zéro.

### Watford
Le 14 août 2020, Jeremy Ngakia rejoint librement le Watford FC après expiration de son contrat à West Ham. Il joue son premier match sous ses nouvelles couleurs le 11 septembre 2020 face au Middlesbrough FC, lors de la première journée de la saison 2020-2021. Il est titulaire et son équipe s'impose par un but à zéro.

### En sélection
Jeremy Ngakia est né et a grandi en Angleterre mais il possède également des origines congolaises. 

## Statistiques
| Saison                | Club                  | Championnat           | Championnat | Championnat | Coupe nationale | Coupe nationale | Coupe de la Ligue | Coupe de la Ligue | Compétition(s) continentale(s) | Compétition(s) continentale(s) | Compétition(s) continentale(s) | Total | Total |
| Saison                | Club                  | Division              | M.          | B.          | M.              | B.              | M.                | B.                | Comp.                          | M.                             | B.                             | M.    | B.    |
| 2019-2020             | West Ham United       | Premier League        | 5           | 0           | -               | -               | -                 | -                 | -                              | -                              | -                              | 5     | 0     |
| 2020-2021             | Watford FC            | Championship          | 25          | 0           | 1               | 0               | -                 | -                 | -                              | -                              | -                              | 26    | 0     |
| 2021-2022             | Watford FC            | Premier League        | 16          | 0           | 1               | 0               | 2                 | 0                 | -                              | -                              | -                              | 19    | 0     |
| 2022-2023             | Watford FC            | Championship          | 14          | 0           | -               | -               | -                 | -                 | -                              | -                              | -                              | 14    | 0     |
| 2023-2024             | Watford FC            | Championship          | 14          | 0           | -               | -               | 1                 | 0                 | -                              | -                              | -                              | 15    | 0     |
| 2024-2025             | Watford FC            | Championship          | 29          | 1           | -               | -               | -                 | -                 | -                              | -                              | -                              | 29    | 1     |
| 2025-2026             | Watford FC            | Championship          | 1           | 0           | -               | -               | -                 | -                 | -                              | -                              | -                              | 1     | 0     |
| Sous-total            | Sous-total            | Sous-total            | 99          | 0           | 2               | 0               | 3                 | 0                 | -                              | -                              | -                              | 104   | 0     |
| Total sur la carrière | Total sur la carrière | Total sur la carrière | 104         | 0           | 2               | 0               | 3                 | 0                 | -                              | -                              | -                              | 109   | 0     |

## Palmarès

### En club
- Watford
  - Vice-champion d'Angleterre de D2 en 2021.